# Cantó de Coudekerque-Branche
El cantó de Bailleul-Sud-Oest (neerlandès Kanton Nieuw-Koudekerke) és una divisió administrativa francesa situat al departament del Nord a la regió dels Alts de França. Forma part del Westhoek (Flandes francès).

## Composició
El cantó aplega 3 comunes: 
| Nom francès         | Nom flamenc      | Població | Codi Postal         | Codi INSEE |
| Coudekerque-Village | Koudekerke-Dorp  | 1.083    | 59380               | 59154      |
| Coudekerque-Branche | Nieuw-Koudekerke | 24.152   | 59210               | 59155      |
| Dunkerque           | Duinkerke        | 70.850   | 59140, 59240, 59640 | 59183      |

## Demografia
| 1962 | 1968   | 1975   | 1982   | 1990   | 1999   | 2006   |
| ---- | ------ | ------ | ------ | ------ | ------ | ------ |
| -    | 23.619 | 25.550 | 24.586 | 24.547 | 25.232 | 48.136 |

## Història
| Data d'elecció                           | Identitat   | Partit | Qualitat |
| ---------------------------------------- | ----------- | ------ | -------- |
| 1998-                                    | Joël Carbon | PS     |          |
| les dades anteriors no són pas conegudes |             |        |          |
|                                          |             |        |          |